# Rheum rhabarbarum
Rheum rhabarbarum, conhecido pelo nome comum de ruibarbo, é uma planta comestível utilizada como hortaliça e para fins fitoterápicos. O nome é uma combinação do grego rha e de barbarum; rha refere-se tanto à planta como ao rio Volga, de onde supostamente é originária.
Caracterizada por apresentar um caule grosso, folhas grandes (30–40 cm de comprimento), dispostas em grupos basais, cordadas e palmadamente bilobulares.
As flores têm tonalidades que variam entre o vermelho amarelado e o verde-esbranquiçado, agrupadas ao tamanho de um talo alto, e que aparecem durante o verão.
Originária da Ásia, tem sido usado como planta medicinal há milhares de anos, principalmente na medicina chinesa. Como alimento começou a ser utilizado por volta do século XIII, quando chegou à Grã-Bretanha. Ainda hoje é na Grã-Bretanha que se produz e consome a maior parte do ruibarbo.
Só os talos são comestíveis. As folhas não devem ser consumidas, pois têm forte concentração de ácido oxálico, nefrotóxico e corrosivo.

## Propriedades e indicações terapêuticas
Digestivo, estimulante do fígado, estomáquico, laxante em doses superiores a 2g e antidiarreico em doses de até 300 mg (raízes). Indicado para atonia gástrica acompanhada de prisão de ventre. Diminui a absorção de ferro. Essa droga associada ao ácido acetil salicílico (AAS) pode tratar  gengivite e estomatite.
Segundo alguns especialistas não é recomendável para quem tenha cálculo renal ou gota devido a seu alto teor de oxalato (devido aos 10% de taninos presentes).
Na culinária pode ser usado em sobremesas.

## Cultivo
O ruibarbo é amplamente cultivado e, graças à produção em estufas, está disponível durante a maior parte do ano. Para um bom crescimento, ele precisa de precipitações e de um período frio anual de 7 a 9 semanas a uma temperatura de 3 °C (37 °F), conhecido como "unidades de refrigeração". A planta desenvolve um órgão subterrâneo significativo de armazenamento (coroas de ruibarbo) que pode ser usado para produção antecipada, transferindo as coroas cultivadas em campo para condições quentes. O ruibarbo cultivado em estufas (estufas aquecidas) é chamado "ruibarbo de estufa" e geralmente chega aos mercados de consumo no início da primavera, antes do ruibarbo cultivado ao ar livre. O ruibarbo de estufa é geralmente mais vermelho, mais tenro e mais doce no sabor do que o ruibarbo ao ar livre. Após a forçagem para produção comercial, as coroas geralmente são descartadas. Em países de clima temperado, o ruibarbo é uma das primeiras plantas alimentares a serem colhidas, geralmente no meio ou no final da primavera (abril ou maio no Hemisfério Norte, outubro ou novembro no Hemisfério Sul), e a temporada de cultivo ao ar livre dura até o final do verão.
O ruibarbo cresce na maioria dos tipos de solo com um pH de 5,25 a 6,75, tanto ao sol pleno quanto à meia-sombra, mas deve ser bem drenado, e o solo não deve estar encharcado.
Não se deve consumir ruibarbo danificado pelo frio intenso, pois ele pode conter muito ácido oxálico, que migra das folhas e pode causar doença.
Os chineses chamam o ruibarbo de "grande amarelo" (dà huáng) e usaram a raiz de ruibarbo para fins medicinais. Ele aparece no "Clássico das Ervas e Raízes do Divino Agricultor", que se acredita ter sido compilado há cerca de 1800 anos.

## Rota da Seda
O Ruibarbo também era muito utilizado e vendido pelos viajantes da rota da seda.[carece de fontes?]